# Hnanice
Hnanice (en allemand : Gnadlersdorf) est une commune du district de Znojmo, dans la région de Moravie-du-Sud, en République tchèque. Sa population s'élevait à 371 habitants en 2019.

## Géographie
Hnanice se trouve à la frontière autrichienne, à 9 km au sud-ouest de Znojmo, à 64 km au sud-ouest de Brno et à 182 km au sud-est de Prague.
La commune est limitée par Podmolí au nord, par Havraníky et Šatov à l'est, et par l'Autriche au sud et à l'ouest.

## Histoire
La première mention écrite de la localité date de 1201.